# Hnilčík
Hnilčík – wieś (obec) na Słowacji położona w kraju koszyckim, w powiecie Nowa Wieś Spiska. Pierwsze wzmianki o miejscowości pochodzą z roku 1315.
Według danych z dnia 31 grudnia 2012, wieś zamieszkiwało 545 osób, w tym 260 kobiet i 285 mężczyzn.
W 2001 roku pod względem narodowości i przynależności etnicznej 98,36% mieszkańców stanowili Słowacy, a 0,62% Czesi.
Ze względu na wyznawaną religię struktura mieszkańców kształtowała się w 2001 roku następująco:
- Katolicy rzymscy – 93,02%
- Grekokatolicy – 0,21%
- Ateiści – 4,72%
- Nie podano – 1,23%